# Partito Conservatore Slovacco
Il Partito Conservatore Slovacco (in slovacco Slovenská konzervatívna strana, abbreviato SKS), precedentemente noto come #SIEŤ (in italiano Rete), è un partito politico di centrodestra slovacco. È stato fondato da Radoslav Procházka, un ex membro del Movimento Cristiano Democratico (KDH).

## Storia
Il partito è stato fondato da Radoslav Procházka nel giugno 2014, dopo le elezioni presidenziali del 2014. Nei sondaggi Sieť era stimato al 10%, al secondo posto dopo Smer, e sarebbe dovuto diventare il principale partito di centro-destra dopo le elezioni parlamentari del 2016.
Tuttavia il partito ha ricevuto solo il 5,6% dei voti e 10 seggi nelle elezioni effettive. Il basso sostegno a Sieť è stata una delle tante sorprese delle elezioni. Sieť è entrata a far parte della coalizione di governo guidata da Smer, che ha portato alla divisione nel partito e ad un'altra perdita di sostegno, oltre che all'uscita di molti membri, inclusi 3 parlamentari. Sieť è infine scesa all'1% nei sondaggi. Procházka è stato sostituito da Roman Brecely nell'agosto 2016. 5 parlamentari guidati da Andrej Hrnčiar hanno poi lasciato il partito con l'intenzione di unirsi a Most-Híd. Questo ha lasciato Sieť con solo 2 parlamentari.
Il 19 agosto il primo ministro Robert Fico ha annunciato che i ministri di Sieť si sarebbero dimessi e che Sieť sarebbe stata integrata in uno degli altri partiti della coalizione. Nel gennaio 2017, Sieť ha annunciato che sarebbe stata integrata nel Partito Democratico Europeo. L'integrazione era prevista nella primavera del 2017.
Quando Radoslav Procházka ha deciso di rinunciare al suo posto, Sieť ha perso un altro parlamentare. Procházka è stato sostituito da Zuzana Simenová che ha deciso di essere indipendente. Il 3 maggio 2017, Sieť ha perso il suo ultimo parlamentare.
Roman Brecely si è dimesso da leader del partito il 10 maggio 2017. Marek Čepko è quindi diventato leader ad interim. Il 10 settembre 2017 Ivan Zuzula viene eletto nuovo leader.
Il 4 luglio 2018 il partito ha assunto il nome di Partito Conservatore Slovacco.

## Leader
- Radoslav Procházka (2014–2016)
- Roman Brecely (2016–2017)
- Ivan Zuzula (dal 2017)